# Escola Superior de Enfermagem do Porto
De Escola Superior Enfermagem do Porto (ESEP) (Hogeschool voor de Verpleegkunde van Porto) is een hogeschool in de Portugese stad Porto en is gevestigd op Pólo II naast het Hospital de São João, maar maakt geen deel uit van een grotere onderwijsinstelling. Deze school is in 2007 ontstaan door de fusie van drie bestaande scholen voor verpleegkundeopleidingen.